# The Blue Hour (album)
The Blue Hour je písňový cyklus a stejnojmenné album, který vytvořila pětice skladatelek Rachel Grimes, Angélica Negrón, Shara Nova, Caroline Shaw a Sarah Kirkland Snider na texty z epické básně Carolyn Forché On Earth. Cyklus vznikl na objednávku bostonského komorního orchestru A Far Cry. Shara Nova je také zpěvačkou tohoto cyklu. Hudba sleduje cestu jedné ženy prostorem mezi životem a smrtí. Prozkoumávání vzpomínek na dětství, válku, lásku a ztrátu, The Blue Hour umocňuje krásu, bolest a křehkost lidského života z kolektivní ženské perspektivy. Album bylo vydáno 14. října 2022.

## Interpreti
Shara Nova - zpěv
Doprvodný zpěv: členové orchestru A Far Cry, Rachel Grimes, Angélica Negrón, Shara Nova a Sarah Kirkland Snider.
Orchestr A Far Cry:
housle: Alex Fortes, Annie Rabbat, Clara Kim, Jae Cosmos Lee, Jesse Irons, Katherine Winterstein, Megumi Stohs Lewis, Omar Chen Guey, Zenas Hsu
violy: Caitlin Lynch, Celia Hatton, Jason Fisher, Sarah Darling 
violoncella: Alan Richardson, Kee Kim, Michael Unterman 
kontrabasy: Karl Doty, Randy Zigler

## Album
Texty napsal(i) Carolyn Forché.
| The Blue Hour | The Blue Hour                | The Blue Hour         | The Blue Hour |
| Pořadí        | Název                        | Hudba                 | Délka         |
| ------------- | ---------------------------- | --------------------- | ------------- |
| 1.            | Prologue                     | Shara Nova            | 1:11          |
| 2.            | Opening                      | Rachel Grimes         | 1:06          |
| 3.            | A black map                  | Angélica Negrón       | 2:50          |
| 4.            | A memory                     | Rachel Grimes         | 1:16          |
| 5.            | A syllable                   | Caroline Shaw         | 0:46          |
| 6.            | Angelica-balefire            | Sarah Kirkland Snider | 2:10          |
| 7.            | Canticle                     | Angélica Negrón       | 1:28          |
| 8.            | Dark                         | Angélica Negrón       | 1:04          |
| 9.            | Early summer's green plums   | Sarah Kirkland Snider | 2:18          |
| 10.           | Even if by forgetting        | četba                 | 0:41          |
| 11.           | Firmament                    | Caroline Shaw         | 3:11          |
| 12.           | 1st Refrain                  | Caroline Shaw         | 0:41          |
| 13.           | Ghost swift                  | Shara Nova            | 1:30          |
| 14.           | He told her how              | Sarah Kirkland Snider | 1:54          |
| 15.           | Her hair                     | Angélica Negrón       | 1:54          |
| 16.           | I am alone                   | Sarah Kirkland Snider | 5:07          |
| 17.           | In the toy store             | Rachel Grimes         | 2:42          |
| 18.           | It appears to be an elegy    | Shara Nova            | 1:15          |
| 19.           | J'ai rêvé                    | Caroline Shaw         | 1:07          |
| 20.           | Keeping a record             | četba                 | 0:22          |
| 21.           | Library lilac                | Shara Nova            | 2:25          |
| 22.           | My dear                      | Sarah Kirkland Snider | 1:50          |
| 23.           | Nevertheless                 | Shara Nova            | 2:07          |
| 24.           | Oil soap                     | Rachel Grimes         | 1:01          |
| 25.           | Older than clocks            | Caroline Shaw         | 1:09          |
| 26.           | Poppy seed                   | Rachel Grimes         | 2:41          |
| 27.           | 2nd Refrain                  | Caroline Shaw         | 1:10          |
| 28.           | She heard no one's footsteps | Sarah Kirkland Snider | 2:11          |
| 29.           | Tendril                      | Rachel Grimes         | 0:45          |
| 30.           | The ganglia                  | Caroline Shaw         | 1:15          |
| 31.           | The hole                     | Angélica Negrón       | 3:18          |
| 32.           | The name                     | Rachel Grimes         | 2:56          |
| 33.           | The silence                  | Angélica Negrón       | 2:22          |
| 34.           | Twirling                     | Caroline Shaw         | 0:59          |
| 35.           | Vesture, vigil               | Caroline Shaw         | 1:54          |
| 36.           | We are as paper              | Shara Nova            | 1:06          |
| 37.           | Yet the women                | Sarah Kirkland Snider | 1:43          |
| 38.           | You are the ghost            | Shara Nova            | 2:52          |
| 39.           | Zero                         | Rachel Grimes         | 0:38          |
| 40.           | 3rd Refrain                  | Caroline Shaw         | 4:22          |